# اولکساندر هرانوفسکی
اولکساندر هرانوفسکی (انگلیسی: Oleksandr Hranovskyi؛ زادهٔ ۱۱ مارس ۱۹۷۶) بازیکن فوتبال اهل اوکراین است.
از باشگاه‌هایی که در آن بازی کرده‌است می‌توان به باشگاه فوتبال کریفباس کریفیی ریه، باشگاه فوتبال روبین کازان، باشگاه فوتبال اسپارتاک مسکو، باشگاه فوتبال متالیست خارکوف، و باشگاه فوتبال کارپاتی لویو اشاره کرد.
وی همچنین در تیم ملی فوتبال اوکراین بازی کرده‌است.